# 전파 인자
양자역학과 양자장론에서 전파 인자(電波因子, propagator) 또는 퍼뜨리개는 입자가 (위치 또는 운동량 기저의) 한 상태에서 다른 상태로 시간 변화를 겪을 확률 진폭이다. 입자의 파동 방정식의 그린 함수다. 양자장론에서는, 상호작용을 고려하면 매우 복잡하므로, 대개 라그랑지언의 자유항만을 고려하여 계산한 것을 지칭한다. 상호작용은 자유 전파 인자를 포함하는 파인먼 도형으로써 나타낸다.

## 정의
파동 방정식
{\displaystyle {\hat {O}}\psi (x,t)=0}
을 따르는 장 {\displaystyle \psi (x,t)}를 생각하자. 여기서 {\displaystyle {\hat {O}}}는 {\displaystyle x}와 {\displaystyle t}에 대한 미분 연산자다. 이 때, 전파인자 {\displaystyle K(x,t;x',t')}는 다음을 만족한다.
{\displaystyle {\hat {O}}K(x,t;x',t')=-\delta (x-x')\delta (t-t')}.
즉 파동 방정식 연산자의 그린 함수다. 이는 간혹 유일하지 않을 수 있는데, 이 경우 적절한 경계 조건을 가한다.

### 비상대론적 입자
비상대론적 입자는 슈뢰딩거 방정식을 따른다. 따라서, 그 전파인자는 슈뢰딩거 방정식의 그린 함수이다. 계의 해밀토니안을 {\displaystyle H}로 쓰면, 입자가 {\displaystyle x',t'}에서 {\displaystyle x,t}로 이동할 확률진폭을 나타내는 전파인자 {\displaystyle K(x,t;x',t')}는 다음을 만족한다.
{\displaystyle \left(-iH/\hbar -{\frac {\partial }{\partial t}}\right)K(x,t;x',t')=-i\hbar \delta (x-x')\delta (t-t')}.
따라서, 시간 변화 연산자
{\displaystyle U(t,t')=\exp \left(-i/\hbar \int _{t}^{t'}H\;dt\right)}
에 대하여 다음을 만족한다.
{\displaystyle K(x,t;x',t')=\langle x|{\hat {U}}(t,t')|x'\rangle }
즉, 전파인자는 시간 변화에 대한 확률 진폭이다.
초기 상태가 주어지면, 그 시간 변화를 전파 인자로 나타낼 수 있다.
{\displaystyle \psi (x,t)=\int _{-\infty }^{\infty }\psi (x',t')K(x,t;x',t')dx'}
전파 인자를 경로 적분으로 정의할 수도 있다. 계의 라그랑지언 {\displaystyle L}이 주어지면,
{\displaystyle K(x,t;x',t')=\int \exp \left[{\frac {i}{\hbar }}\int _{t}^{t'}L({\dot {q}},q,t)dt\right]D[q(t)]}.
여기서 경계조건은 {\displaystyle q(t)=x,q(t')=x'}이다.

### 상대론적 스칼라 입자
상대론적 스칼라 (스핀 0) 입자의 파동 방정식은 클라인-고든 방정식이다. 따라서, 전파 인자는 클라인-고든 방정식의 그린 함수이다. 위치 공간에서 전파 인자 {\displaystyle G(x,y)}는 다음과 같다.
{\displaystyle (\square _{x}^{2}+m^{2})G(x,y)=-\delta (x-y)}
푸리에 변환으로, 이를 운동량공간으로 고쳐 쓸 수 있다.
{\displaystyle G(x,y)={\frac {1}{(2\pi )^{4}}}\int d^{4}p\,{\frac {e^{-ip(x-y)}}{p^{2}-m^{2}}}}
그러나 민코프스키 공간에서는 이 적분이 극(極)을 가지므로, 적분을 제대로 정의할 수 없다. 따라서 분모에 무한소의 작은 값을 더하여 적분 경로를 명확히 하는데, 이에는 여러 가지 방법이 있다.
뒤처진 전파 인자(retarded propagator):
{\displaystyle G_{ret}(x,y)=\lim _{\epsilon \to 0}{\frac {1}{(2\pi )^{4}}}\int d^{4}p\,{\frac {e^{-ip(x-y)}}{(p_{0}+i\epsilon )^{2}-{\vec {p}}^{2}-m^{2}}}=\left\{{\begin{matrix}{\frac {1}{2\pi }}\delta (\tau _{xy}^{2})-{\frac {mJ_{1}(m\tau _{xy})}{4\pi \tau _{xy}}}&{\textrm {if}}\,x\prec y\\0&{\textrm {otherwise}}\end{matrix}}\right.}
여기서
{\displaystyle \tau _{xy}:={\sqrt {(x^{0}-y^{0})^{2}-({\vec {x}}-{\vec {y}})^{2}}}}
는 {\displaystyle x}에서 {\displaystyle y} 간의 고유시간이고, {\displaystyle J_{1}}는 제1종 베셀함수이다.
앞선 전파 인자(advanced propagator):
{\displaystyle G_{adv}(x,y)=\lim _{\epsilon \to 0}{\frac {1}{(2\pi )^{4}}}\int d^{4}p\,{\frac {e^{-ip(x-y)}}{(p_{0}-i\epsilon )^{2}-{\vec {p}}^{2}-m^{2}}}=\left\{{\begin{matrix}-{\frac {1}{2\pi }}\delta (\tau _{xy}^{2})+{\frac {mJ_{1}(m\tau _{xy})}{4\pi \tau _{xy}}}&{\textrm {if}}\,y\prec x\\0&{\textrm {otherwise}}.\end{matrix}}\right.}
파인먼 전파 인자:
| {\displaystyle \ G_{F}(x,y)} | {\displaystyle \ =\lim _{\epsilon \to 0}{\frac {1}{(2\pi )^{4}}}\int d^{4}p\,{\frac {e^{-ip(x-y)}}{p^{2}-m^{2}+i\epsilon }}} |
|                              | {\displaystyle \ =\left\{{\begin{matrix}-{\frac {1}{4\pi }}\delta (s)+{\frac {m}{8\pi {\sqrt {s}}}}H_{1}^{(1)}(m{\sqrt {s}})&{\textrm {if}}\,s\geq 0\\-{\frac {im}{4\pi ^{2}{\sqrt {-s}}}}K_{1}(m{\sqrt {-s}})&{\textrm {if}}\,s<0.\end{matrix}}\right.} |
이를 운동량 공간으로 푸리에 변환하면 훨씬 더 간단하다.
{\displaystyle {\tilde {G}}_{ret}(p)={\frac {1}{(p_{0}+i\epsilon )^{2}-{\vec {p}}^{2}-m^{2}}}}
{\displaystyle {\tilde {G}}_{adv}(p)={\frac {1}{(p_{0}-i\epsilon )^{2}-{\vec {p}}^{2}-m^{2}}}}
{\displaystyle {\tilde {G}}_{F}(p)={\frac {1}{p^{2}-m^{2}+i\epsilon }}.}

### 디랙 입자
디랙 방정식을 따르는 입자의 전파 인자는 다음과 같다.
{\displaystyle {\tilde {S}}_{F}(p)={1 \over \gamma ^{\mu }p_{\mu }-m+i\epsilon }={1 \over p\!\!\!/-m+i\epsilon }}
위치 공간에서는 다음과 같다.
{\displaystyle S_{F}(x-y)=\int {{d^{4}p \over (2\pi )^{4}}\,e^{-ip\cdot (x-y)}}\,{(\gamma ^{\mu }p_{\mu }+m) \over p^{2}-m^{2}+i\epsilon }=\left({\gamma ^{\mu }(x-y)_{\mu } \over |x-y|^{5}}+{m \over |x-y|^{3}}\right)J_{1}(m|x-y|).}

### 벡터 입자
광자의 전파 인자는 다음과 같다. (파인먼 게이지)
{\displaystyle {-ig^{\mu \nu } \over p^{2}+i\epsilon }}

## 같이 보기
- 양자역학
- 양자장론

## 참고 문헌
- Bjorken, J.D., Drell, S.D., Relativistic Quantum Fields (Appendix C.), New York: McGraw-Hill 1965, ISBN 0-07-005494-0.
- N. N. Bogoliubov, Dmitry V. Shirkov, Introduction to the theory of quantized fields, Wiley-Interscience, ISBN 0-470-08613-0 (Especially pp. 136–156 and Appendix A)
- Edited by DeWitt, Cécile and DeWitt, Bryce, Relativity, Groups and Topology, (Blackie and Son Ltd, Glasgow), Especially p615-624, ISBN 0-444-86858-5
- Griffiths, David J. (1987). 《Introduction to Elementary Particles》. New York: John Wiley & Sons. ISBN 0-471-60386-4.
- Halliwell, J.J.; Orwitz, M. “Sum-over-histories origin of the composition laws of relativistic quantum mechanics and quantum cosmology”. arXiv:gr-qc/9211004.
- Huang, Kerson (1998). 《Quantum Field Theory: From Operators to Path Integrals》. New York: John Wiley & Sons. ISBN 0-471-14120-8.
- Itzykson, Claude, Zuber, Jean-Bernard Quantum Field Theory, New York: McGraw-Hill, 1980. ISBN 0-07-032071-3
- Pokorski, Stefan (1987ISBN=0-521-36846-4). 《Gauge Field Theories》. Cambridge: Cambridge University Press.
- Schulman, Larry S., Techniques & Applications of Path Integration, Jonh Wiley & Sons (New York-1981) ISBN 0-471-76450-7